# Drusův kenotaf
Drusův kenotaf (německy Drususstein – Drusův kámen) je téměř 20 metrů vysoký zděný blok římského původu v areálu citadely v Mohuči v Německu. Původně byl obložen mramorem. Vědci dnes převážně připouštějí, že se jedná o stavební pozůstatek kenotafu, o němž se zmiňují starověcí historikové Eutropius a Suetonius, postaveného v roce 9 př. n. l. římskými vojsky na počest zemřelého generála Drusa v Moguntiacum (dnešní Mohuč) jako součást římského pohřebního umění.
V počátcích principátu byl Drusův kámen výchozím bodem pro propracované smuteční obřady na Drusovu počest a centrem císařského kultu v Moguntiacu. Procesní cesta jej spojovala s mohučským veřejným divadlem, které mělo přibližně 12 000 míst, což z něj činilo největší známé divadlo severně od Alp. Mohla se v něm konat část výročních obřadů v den Drusovy smrti a pravděpodobně také v den jeho narozenin.
Poté, co byl Drusův kámen v raném středověku zbaven svého mramorového pláště, sloužil v 16. století jako strážní věž v opevnění města. Pro tento účel bylo v objektu, který byl do té doby pevnou stavbou, zhotoveno schodiště a zárubeň. Vedle pilířů akvaduktů a jeviště divadla je Drusův kámen jednou z mála zbývajících viditelných připomínek římského Moguntiaca. Spolu s Igelským sloupem je jedinou pohřební památkou severně od Alp pocházející z antiky, která se zachovala na svém původním místě.

## Historie
Římský generál Nero Claudius Drusus, nevlastní syn císaře Augusta, založil nejpozději v roce 13/12 př. n. l. legionářský tábor Moguntiacum naproti ústí řeky Mohan. Měl sloužit jako strategické východisko pro dobytí Magna Germania. Během tažení v roce 9 př. n. l. Drusus zemřel. Římské vojsko pod vedením jeho bratra Tiberia dopravili jeho tělo do Moguntiaca. Před převozem těla do Říma uctili vojáci svého oblíbeného vojevůdce vzpomínkovým obřadem. Během něj se mezi vojáky zřejmě spontánně objevilo přání postavit v Moguntiacu pomník k trvalé poctě Drusa. V bezprostřední blízkosti legionářského tábora již pravděpodobně probíhaly příslušné stavební aktivity, neboť Augustus projekt dodatečně schválil. Jako zvláštní poctu Drusovi napsal sám Augustus náhrobní nápis (Elogium), který byl připojen k kenotafu. Tím byla dokončena stavba, jejíž pozůstatky jsou známy jako Drusův kámen a který je kulturní památkou Německa.